# Štitare (Novi Pazar)
Pour les articles homonymes, voir Štitare.
Štitare (en serbe cyrillique : Штитаре) est un village de Serbie situé sur le territoire de la Ville de Novi Pazar, district de Raška. Au recensement de 2011, il comptait 65 habitants.

## Démographie
| 1948 | 1953 | 1961 | 1971 | 1981 | 1991 | 2002 | 2011 |
| ---- | ---- | ---- | ---- | ---- | ---- | ---- | ---- |
| 231  | 229  | 233  | 176  | 132  | 100  | 77   | 65   |

|  |